# Cesc Fàbregas
Francesc "Cesc" Fàbregas Soler (katalanskt uttal: [sɛsk ˈfaβɾəɣəs], spanska: [ˈθesk ˈfaβɾeɣas]), född 4 maj 1987 i Arenys de Mar, är en spansk före detta fotbollsspelare och nuvarande tränare för Como 1907.
Fàbregas började som ungdomsspelare i FC Barcelona och blev sedan värvad av Arsenal som sextonåring i september 2003. Då många av Arsenals mittfältare drabbades av skador säsongen 2004/2005 fick han möjlighet att etablera sig som startspelare i klubben. Han slog många klubbrekord och blev känd som en av de bästa ungdomsspelarna på denna position.
I landslagssammanhang spelade Fàbregas sin första match i det spanska U17-landslaget när han var med i U17-VM 2003 i Finland. Efter att ha gjort bra ifrån sig i klubblaget fick han debutera i A-landslaget 2006. Fàbregas har spelat i VM 2006, EM 2008 och VM 2010, EM 2012 där han i de tre senare bidrog till att Spanien blev mästare. Han spelade även i Världsmästerskapet i fotboll 2014.

## Klubbkarriär

### Tidiga år
Fàbregas föddes i Arenys de Mar i Barcelona i Katalonien. Föräldrar är Francesc Fàbregas d.ä., som driver ett fastighetsbolag, och Núria Soler, som äger ett konditori. Fàbregas har haft Barcelona som sitt favoritlag sedan han var barn och gick på sin första match i sällskap med sin farfar när han var nio månader gammal. Han började spela fotboll i Mataró innan han flyttade till Barcelonas ungdomsakademi som tioåring 1997. Hans första tränare, Señor Blai, valde inte ut Fàbregas till matcher mot Barcelona. Detta var ett försök att gömma honom från scouterna. Denna taktik fungerade dock inte så länge och Mataró gav till slut upp och lät Fàbregas träna med Barcelona en dag i veckan. Efter en tid började Fàbregas spela i Barcelonas akademi på heltid. Han tränades till att bli defensiv mittfältare, men trots detta gjorde han många mål, cirka 30 stycken på en säsong i klubbens ungdomslag. Dock spelade han aldrig någon A-lagsmatch på Camp Nou. Under sin tid i Barcelonas ungdomsakademi blev Barcelonas dåvarande kapten med nummer fyra, Pep Guardiola, en idol för Fàbregas. Guardiola gav sin tröja till Fàbregas efter att hans föräldrar skilt sig.

### Arsenal

#### Första åren

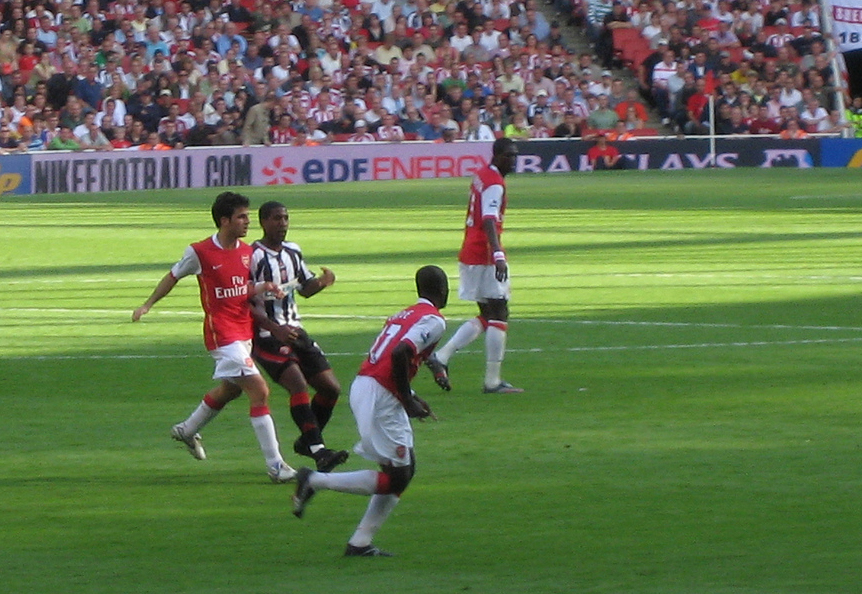
Fàbregas (vänster) i en match mot Sheffield United 2006

Fàbregas skrev på för Arsenal den 11 september 2003, och gick till klubbens akademilag. Till en början tyckte Fàbregas att livet var svårt i England, men när han blev vän med den spansktalande lagkamraten Philippe Senderos gick det lättare. Sedan Fàbregas kommit till laget som sextonåring dröjde det innan han fick en given plats, men han såg upp till äldre spelare som Patrick Vieira och Gilberto Silva och han koncentrerade sig på att träna och lära sig engelska. Han gjorde sin debut för Arsenal inte så långt senare, den 23 oktober 2003 i en Ligacup-match hemma mot Rotherham United som slutade oavgjort. Detta innebar att han blev Arsenals A-lags yngste spelare någonsin, vid drygt 16 års ålder. Han blev även den yngste målgöraren i Arsenals historia när han i en senare omgång av Ligacupen gjorde mål vid 5–1-segern mot Wolverhampton Wanderers. Säsongen 2003/2004 blev Arsenal obesegrat och vann ligan, dock fick inte Fàbregas medalj eftersom han inte spelat i någon av ligamatcherna.
Det var inte förrän i början av säsongen 2004/2005 som spanjoren gjorde sin första A-lagsmatch utanför Ligacupen. Hans första match den säsongen var mot Manchester United i Community Shield. Efter att Vieira skadats kom Fàbregas in och gjorde fyra raka starter i Premier League. Han fick beröm för sina framträdanden i dessa matcher och gjorde även ett mål mot Blackburn Rovers i en 3–0-vinst och blev Arsenals yngsta målgörare någonsin i en ligamatch. Sedan Edu och Gilberto Silva skadats ytterligare, fick han mer speltid. Han skrev på sitt första professionella kontrakt med Arsenal i september 2004. I Uefa Champions League 2004/2005 blev han den näst yngste målskytten i tävlingens historia efter att ha gjort det tredje målet när Arsenal vann med 5–1 mot Rosenborg BK. Han avslutade säsongen genom att vinna sin första titel med Arsenal när Manchester United besegrades efter straffläggning i FA-cupen 2004/2005.

#### Ordinarie i startelvan
Efter att Vieira gått till Juventus fick Fàbregas tröjnummer 4 som Vieira tidigare haft och blev ordinarie på Arsenals mittfält tillsammans med Gilberto Silva. Han spelade sammanlagt 49 matcher säsongen 2005/2006. Trots sin unga ålder spelade han med stor kontroll och utvecklades eftersom han spelade allt fler matcher i A-laget. Fàbregas spelade med mindre aggressivitet än Vieira och till en början fanns det många som inte trodde att Fàbregas skulle fylla tomrummet efter fransmannen. Ändå fortsatte Fàbregas att använda sin egen spelstil och imponerade i Champions League mot Real Madrid och Juventus. Senare gjorde han Arsenals första mål och spelade fram till det andra som Thierry Henry gjorde, vilket visade att han kunde konkurrera med andra tuffa, hårdtacklande mittfältare som Vieira. Han spelade senare i finalen av Champions League 2005/2006 där han mötte sin tidigare klubb, Barcelona. Arsenal förlorade dock med 2–1, vilket innebar att Arsenal inte vann någon trofé säsongen 2005/2006.

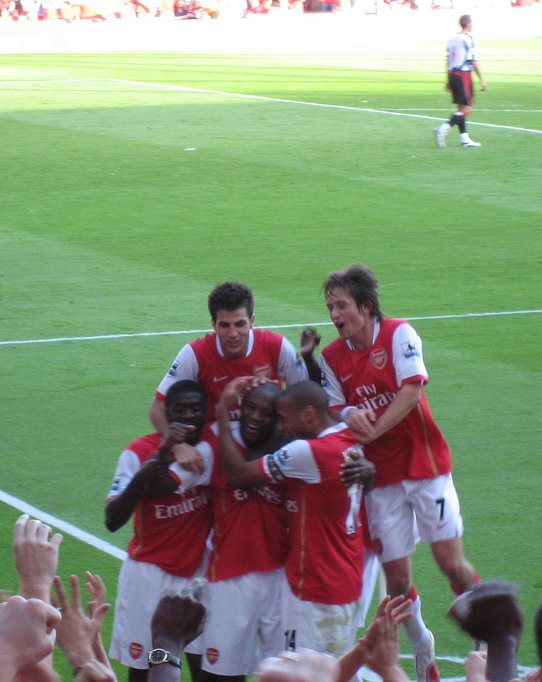
Fàbregas firar ett mål med sina lagkamrater i Arsenal.

Under sommaren spekulerades det mycket om eventuella övergångar för Fàbregas. Real Madrid ville värva honom trots hans långa kontrakt med Arsenal, men Arsenals tränare Arsène Wenger sa att Arsenal inte skulle acceptera något erbjudande. I september 2006, när han hade sex år kvar på sitt kontrakt, erbjöd Arsenal Fàbregas ett nytt femårskontrakt (med option på tre år till), vilket skrevs på den 19 oktober 2006. Då kontraktet var ovanligt långt sa Fàbregas att Arsenals spelstil och Wenger var skäl till hans långtidskontrakt med klubben.

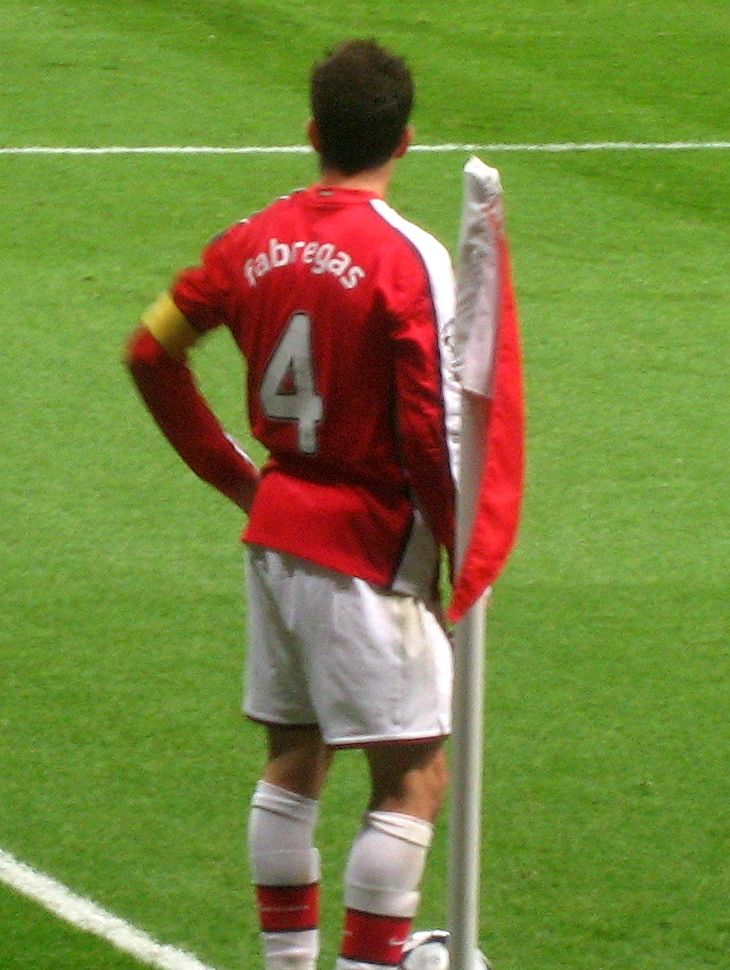
Fàbregas blev utvald till lagkapten säsongen 2008/2009.

Säsongen 2006/2007 var en lärotid för Fàbregas och Arsenals unga trupp. Klubben vann inte heller denna säsong någon stor tävling och förlorade dessutom mot rivalerna Chelsea i ligacupfinalen. Fàbregas var dock en av lagets nyckelspelare och spelade alla ligamatcherna den säsongen. I en kvalmatch mot Dinamo Zagreb i Champions League 2006/2007 gjorde han två mål när Arsenal vann med 3–0. I Premier League noterades han för 13 assist, vilket var näst mest i hela ligan. Han avslutade säsongen med flera individuella utmärkelser, bland annat "Golden Boy"-utmärkelsen som han fick av den italienska tidningen TuttoSport, som är baserad på en undersökning bland sportjournalister från hela Europa. Han var även med i UEFA Team of the Year 2006, och fick priset FA Premier League Player of the Month i januari 2007. Han blev även nominerad till priserna PFA Players' Player of the Year och PFA Young Player of the Year, dock gick båda till Manchester Uniteds Cristiano Ronaldo. I juni 2007 blev han utnämnd till säsongens spelare i Arsenal efter att ha fått 60 % av rösterna.
Säsongen 2007/2008 började väldigt ovisst för Arsenal. Först lämnade vice ordförande, David Dein, klubben då han blivit anklagad för att orsaka interna stridligheter. Sedan skrev klubbens bästa målskytt genom tiderna, lagkapten Thierry Henry, på för Barcelona. Det förekom även spekulationer kring huruvida Wenger skulle fortsätta i klubben eller ej. Fàbregas visste att han var på väg att bli Arsenals viktigaste spelare och berättade att han var redo att anta utmaningen. Han startade säsongen bra genom att göra många mål och assister och webbplatsen soccernet skrev om den unga spanjorens tidiga framgångar. På grund av den fina säsongsstarten fick han priset O2 Player of the Month av Arsenals supportrar i augusti, september och oktober, och även priset Premier League Player of the Month i september. Arsenal ledde ligan fram till i mars och Fàbregas var viktig i Champions League 2007/2008 när han i den andra matchen mot AC Milan gjorde ett sent mål, som skickade Arsenal vidare till kvartsfinalen. Trots att Arsenal avslutade säsongen utan några troféer vann Fàbregas flera individuella priser. Den 11 april 2008 blev Fàbregas nominerad till priserna PFA Player of the Year och PFA Young Player of the Year för andra året i rad. Han vann senare den sistnämnda och kom med i PFA Team of the Year. Han blev även utvald till Årets spelare i Arsenal säsongen 2007/2008.

#### Lagkapten

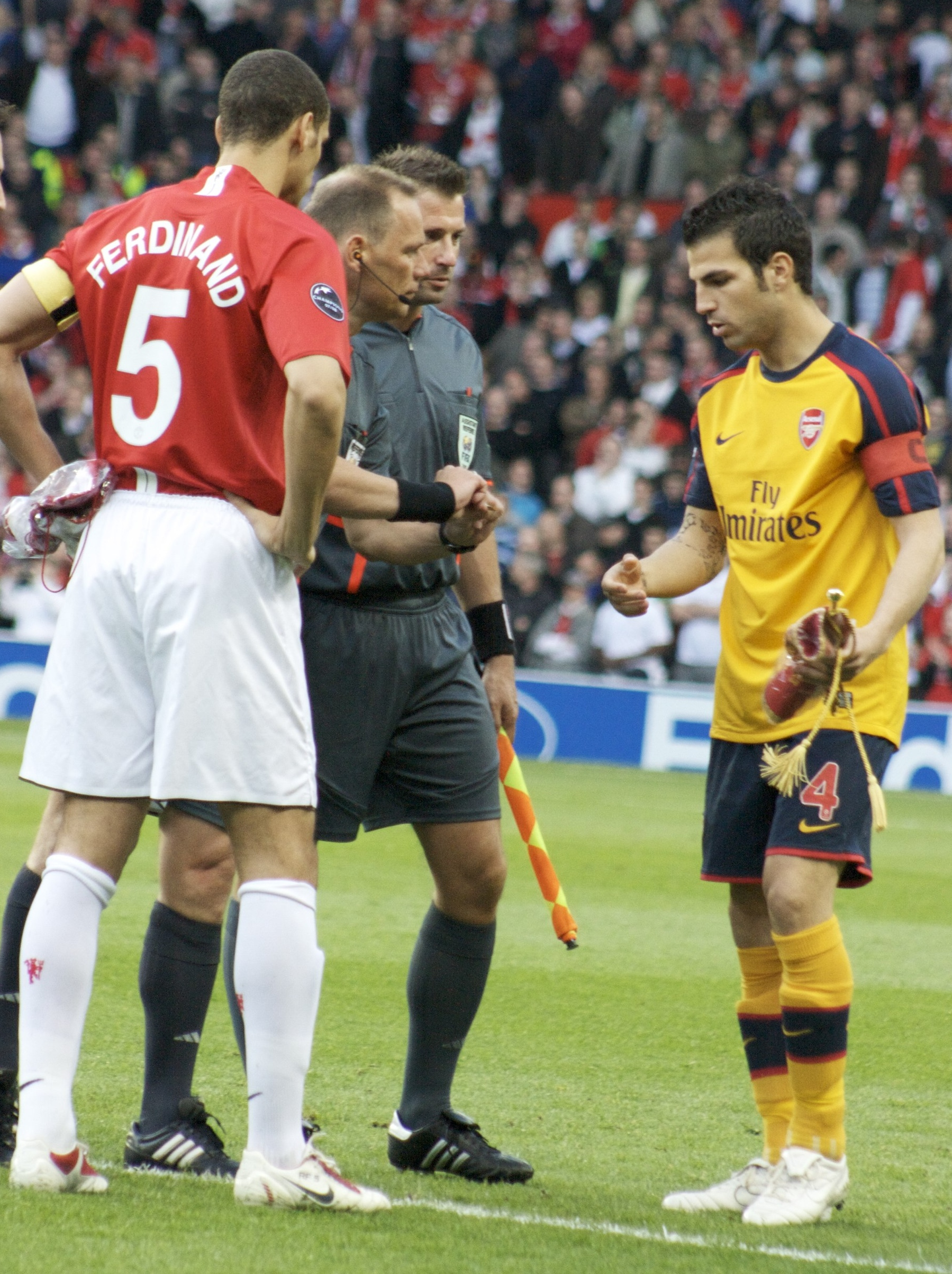
Fàbregas som kapten i semifinalen i Champions League 2008/2009.

Den 24 november 2008, 14 matcher in på säsongen 2008/2009, blev Fàbregas utvald till lagkapten, som efterträdare till William Gallas efter att han blivit avsatt posten. Dock skadade han sig i en match mot Liverpool, vilket betydde att Arsenal fick klara sig utan Fàbregas i fyra månader. The Gunners slutade även denna säsong prislösa, efter att ha kommit fyra i ligan och blivit utslagna i semifinalerna i Champions League 2008/2009. På grund av Arsenals policy att utveckla sina unga spelare så bestod det lag som Fàbregas ledde in i den nya säsongen mest av samma unga spelare som förut, bland annat Nicklas Bendtner, Gaël Clichy, Abou Diaby, Denílson, Samir Nasri, Alexandre Song och Theo Walcott.

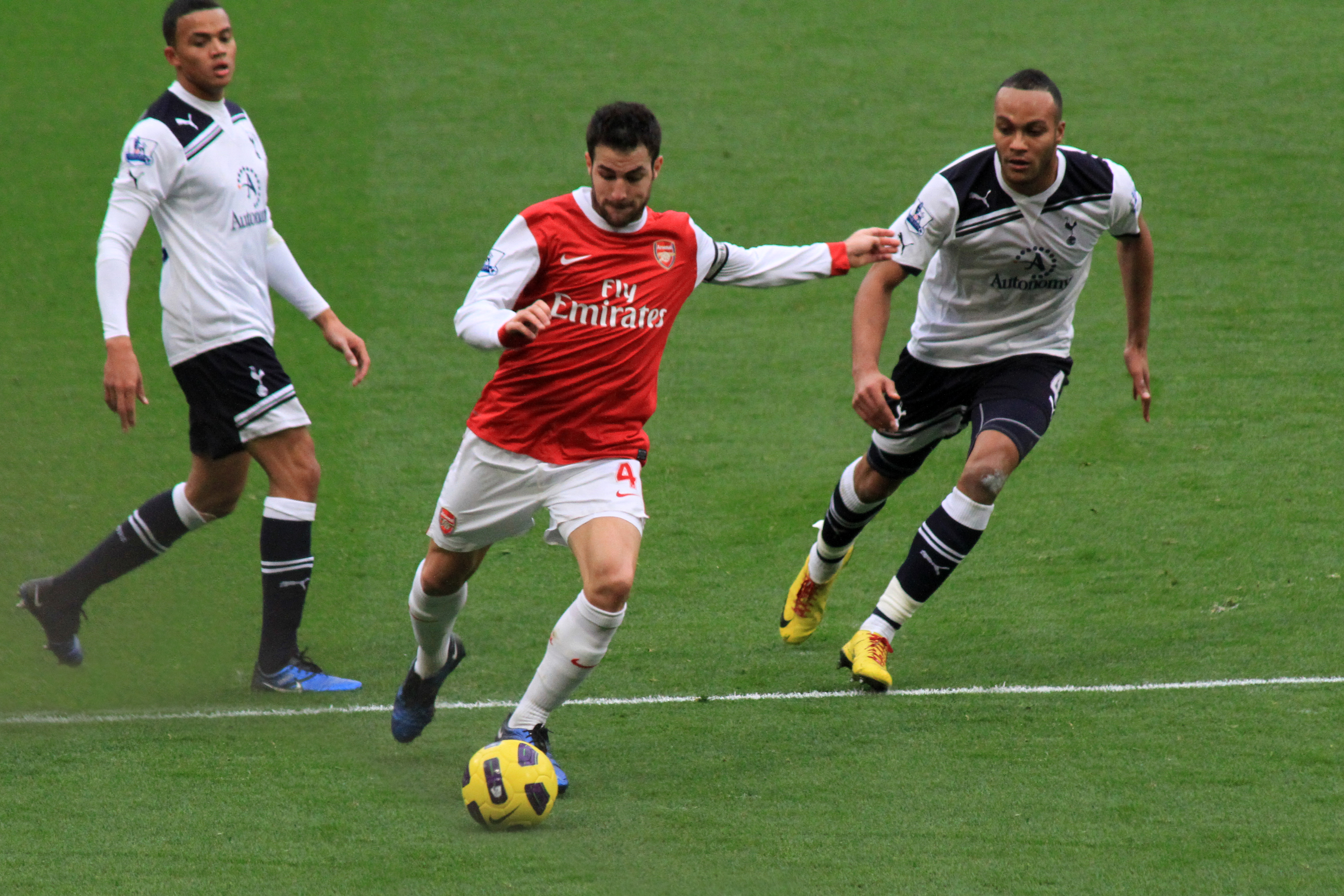
Fàbregas i en match mot rivalerna Tottenham, november 2010

I den första matchen på säsongen 2009/2010, gjorde Fàbregas två mål och två assist i Arsenals 6–1-bortavinst mot Everton. Arsenal säkrade spel i Champions League 2009/2010 genom att vinna två matcher mot Celtic, men i ligaspelet gick det inte lika bra, då de i början av säsongen förlorade mot både Manchester United och Manchester City. Arsenal kom dock tillbaka starkt efter de två förlusterna, när de vann 13 matcher i rad. Fàbregas gjorde många mål och assist i dessa matcher. Trots att Arsenal förlorat fyra matcher innan halva säsongen var spelad, så ledde de serien efter 22 matcher. Den 31 mars 2010, i den första matchen i kvartsfinalen i Champions League mot Barcelona, fick Fàbregas en benfraktur innan han gjorde det avgörande 2–2-målet. Arsenal som då var fyra poäng bakom serieledarna Manchester United, tvingades spela utan sin lagkapten de sista sex matcherna av säsongen och blev utslagna av Barcelona i Champions League och försvann från jakten på titeln. Fàbregas kom senare med i PFA Team of the Year.

#### Säsongen 2010/2011
Innan säsongen 2010/2011 påbörjades spekulerade media mycket om spanjorens framtid efter att ett bud på 35 miljoner euro från Barcelona avböjts i juni 2010.
Den 11 april 2011 gjorde Fàbregas sin 200:e match i Arsenaltröjan när Arsenal besegrade Blackpool med 3–1 på Bloomfield Road.

### FC Barcelona

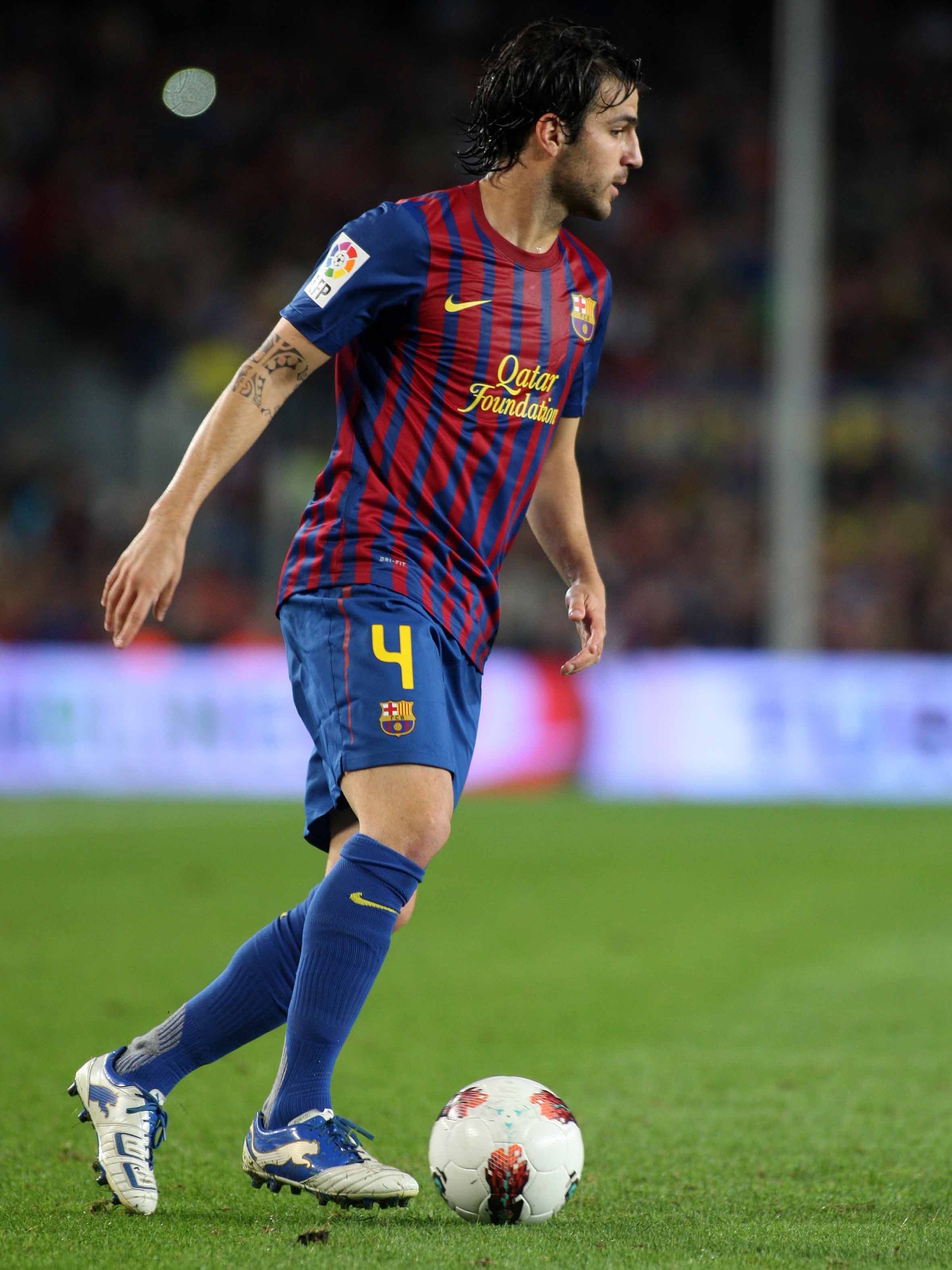
Fàbregas i Barcelona 2011

Den 15 augusti 2011 skrev Cesc på ett femårskontrakt med Barcelona och återvände därmed till sin hemstad. Övergångssumman var hemlig men låg enligt rapporter på £30 miljoner (316 miljoner svenska kronor).. Fàbregas gjorde debut mot Real Madrid, och efter den matchen gjorde han sitt första mål mot Napoli. Dessutom gjorde han det andra målet i UEFA Super Cup-finalen 2011 mot Porto. I Barcelona har Fàbregas blivit mer en målfarlig yttermittfältare än playmaker som han var i Arsenal eftersom Barcelona har redan spanska Xavi som playmaker. Fàbregas fick en drömstart i Barcelona då han stod för många mål samt assister. Den 10 december 2011 gjorde Fàbregas tredje målet mot Real Madrid, då Barcelona vann med 3-1 på Santiago Bernabeu. Fàbregas gjorde även andra målet i finalen för VM i klubblag mot Santos, matchen slutade 4-0 till Barcelona. Cesc Fàbregas har samma nummer som sin gamla idol (Pep Guardiola) nummer 4. Hans gamla idol, Pep Guardiola, var Fabregas tränare i hans första säsong i Barcelona säsongen 2011/2012. Cesc blev en nyckelspelare i Barcelona under kommande säsonger, oftast spelar han på mittfältet bredvid Xavi, men även som falsk nia.

### Chelsea

#### Säsongen 2014/2015
Den 12 juni 2014 skrev Fàbregas på ett femårskontrakt med London-klubben Chelsea. Fàbregas debuterade den 18 augusti i en 3–1-vinst över Burnley, där han gjorde två assist. I augusti 2014 blev Fàbregas även nominerad till Premier League Player of the Month, som dock vanns av lagkamraten Diego Costa. Den 13 september 2014 gjorde Fàbregas två assist i Chelseas 4–2-vinst över Swansea City. Han blev då den första spelaren någonsin i Premier League att göra minst en assist – sex matcher i rad; varav fyra var i Chelsea samt två under de sista matcherna i Arsenal säsongen 2010/2011. Fyra dagar senare gjorde han sitt första mål för Chelsea i en 1–1-match mot Schalke 04 i den första matchen av gruppspelet i Champions League.
Den 18 oktober gjorde Fàbregas sitt första ligamål för Chelsea i en 2–1-vinst över Crystal Palace. Den 10 december gjorde Fàbregas ett straffmål i en 3–1-vinst över Sporting Lissabon i Champions League. Tolv dagar senare gjorde Fàbregas sitt andra ligamål i en 2–0-bortavinst över Stoke City.
Den 4 april bröt Fàbregas näsan efter en kollision med Charlie Adam och fick därefter spela med skyddsmask. Åtta dagar senare gjorde han matchens enda mål i en vinstmatch över Queens Park Rangers på Loftus Road. Den 3 maj, dagen innan hans födelsedag, vann han sin första Premier League-titel, efter en 1–0-vinst över Crystal Palace. I säsongens näst sista match, borta mot West Bromwich Albion, fick Fàbregas rött kort efter att medvetet skjutit bollen i huvudet på Chris Brunt. Efter överklagan sänktes avstängningen från tre matcher till endast en match.

#### Säsongen 2015/2016
Fàbregas gjorde sitt första mål för säsongen den 16 september i en 4–0-vinst över Maccabi Tel Aviv i Champions League. Säsongens första ligamål gjorde Fàbregas den 16 januari i en 3–3-match mot Everton och säsongens andra ligamål gjorde han den 27 februari i en 2–1-bortavinst över Southampton. Den 19 mars gjorde Fàbregas ett frisparksmål samt ett straffmål i derbyt mot West Ham United som slutade 2–2. Fàbregas gjorde Chelseas sista mål för säsongen den 15 maj i en 1–1-match mot de nya Premier League-mästarna Leicester City.

## Landslagskarriär

### Ungdomslandslagen
Fàbregas spelar numera regelbundet med Spaniens herrlandslag i fotboll, men började sin landslagskarriär i ungdomslandslagen. I U17-VM 2003 som hölls i Finland, blev han turneringens skyttekung trots att han spelade som mittfältare, och han blev utnämnd till turneringens bästa spelare. Dock slutade Spanien på andra plats efter Brasilien. Den turnering som Fàbregas därefter spelade i var U17-EM 2004 där Spanien slutade som tvåa igen. Han blev även i denna turnering utsedd till turneringens bästa spelare.

### A-landslaget
Efter varit en av Arsenals viktigaste spelare i sin andra säsong i klubben tog det inte lång tid innan Fàbregas blev uttagen till A-landslaget. Sedan Spaniens tränare Luis Aragonés noterat hans imponerande spel, bland annat i Champions League 2006, tog han ut tonåringen till landslaget för en vänskapsmatch mot Elfenbenskusten. I och med den matchen blev Fàbregas den yngste spelaren som spelat för Spaniens landslag och slog därmed Sergio Ramos rekord. Han fick bra kritik för sin debut och var inblandad i framspelningen av Spaniens första mål i 3–2 segern över ivorianerna.

#### VM 2006
Den 15 maj 2006 blev Fàbregas uttagen till Spaniens trupp i Fotbolls-VM 2006. Under turneringen, blev han inbytt i den andra halvleken i Spaniens två första gruppspelsmatcher och gjorde en assist till anfallaren Fernando Torres mål i 3–1-segern mot Tunisien. Han fick sedan tillsammans med Spaniens andra reservspelare (dåvarande lagkamraten i Arsenal, José Antonio Reyes) spela i Spaniens tredje gruppspelsmatch mot Saudiarabien. Han fick starta i Spaniens första slutspelsmatch mot Frankrike i stället för Marcos Senna, men Spanien förlorade med 3–1. Fàbregas blev även den yngste spelaren i spansk fotbollshistoria som deltagit i en VM-match när han kom in som avbytare för Luis García efter 77 minuter i 4–0-segern mot Ukraina den 13 juni 2006. Han var då 19 år och 41 dagar gammal. Han blev senare nominerad till "Gillette Young Player", men Tysklands Lukas Podolski vann priset.

#### EM 2008

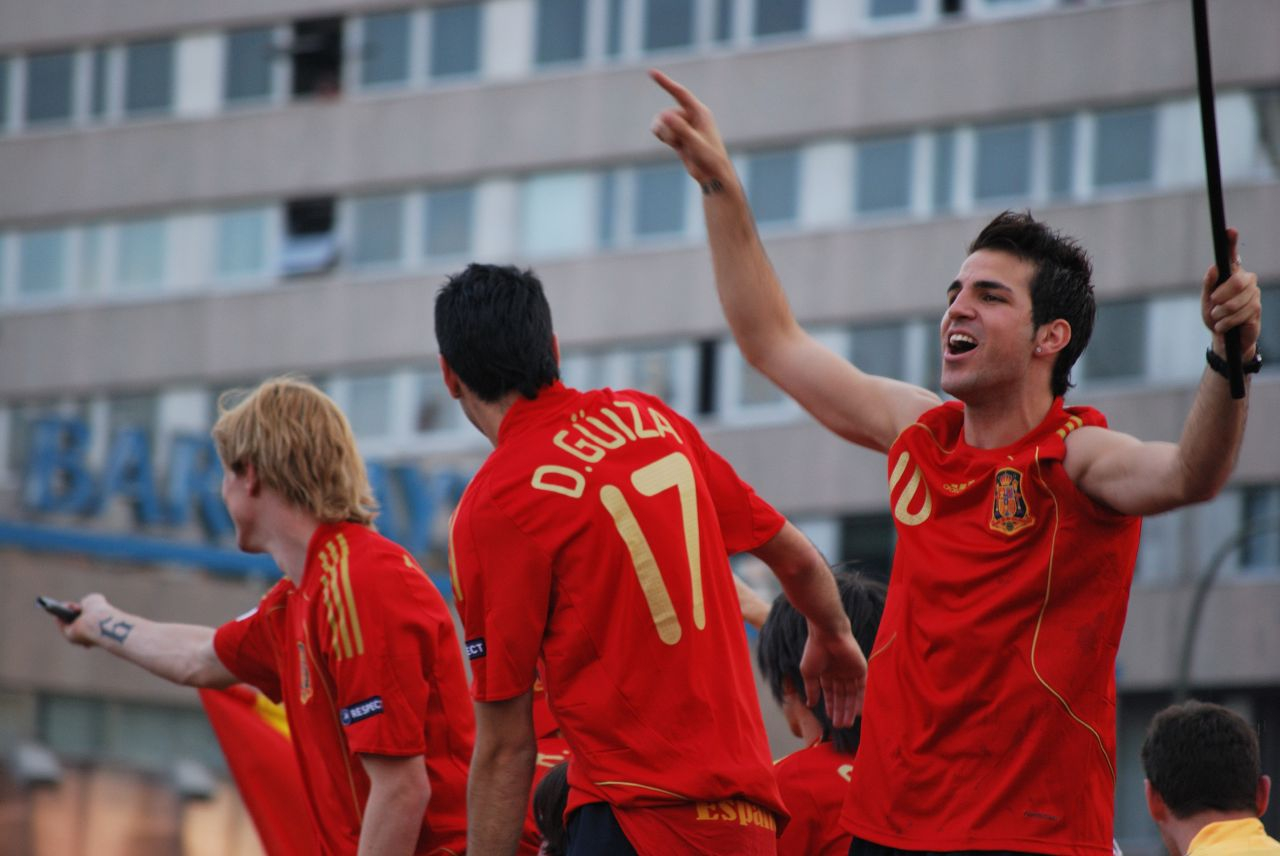
Fàbregas firar Spaniens EM-guld 2008.

Under Fotbolls-EM 2008 bytte Fàbregas från tröjnummer 18 som han tidigare haft till nummer 10. Trots att han mest var avbytare, bidrog han förtjänstfullt vid EM 2008. Han gjorde sitt första landslagsmål i Spaniens 4–1-seger över Ryssland och gjorde även en assist i den matchen. Spanien vann alla sina tre gruppmatcher och mötte Italien i kvartsfinalen. I den matchen satte Fàbregas den vinnande straffen i straffläggningen då det fortfarande stod 0–0 efter övertid. I semifinalen besegrade Spanien Ryssland med 3–0 och Fàbregas gjorde två assist. Fàbregas startade i finalen mot Tyskland där Spanien vann med 1–0, vilket var Spaniens första stora titel sedan 1964. Efter sina insatser blev Fàbregas uttagen i "Team of the Tournament", en 23-manna trupp vald av UEFA:s Tekniska Team.

#### Confederations Cup 2009
Efter att ha missat flera månader på grund av sin skada, återfick Fàbregas sin plats som ordinarie i Vicente del Bosques trupp. I juni blev han uttagen till laget i Fifa Confederations Cup 2009. Han gjorde sitt andra landslagsmål i 5–0-vinsten mot Nya Zeeland i gruppspelet. I semifinalen mot USA (som Fàbregas startade i), förlorade Spanien med 2–0, vilket var deras första förlust på 15 matcher.

#### VM 2010
Fàbregas togs ut till Bosques 23-mannatrupp till Fotbolls-VM 2010. Med del Bosque som föredrog Sergio Busquets, Xabi Alonso, Xavi och Andrés Iniesta som startspelare på mittfältet fick Fàbregas inte vara med från start i någon match i hela tävlingen. Han var med som avbytare i fyra av Spaniens sju matcher, där Spanien förlorade sin inledningsmatch innan de vann de kommande sex matcherna fram till finalen. I finalen blev Fàbregas inbytt i den 87:e minuten, då han på övertid spelade fram till Iniesta som gjorde det avgörande målet, vilket betydde att Spanien vann VM för första gången någonsin.

#### EM 2012

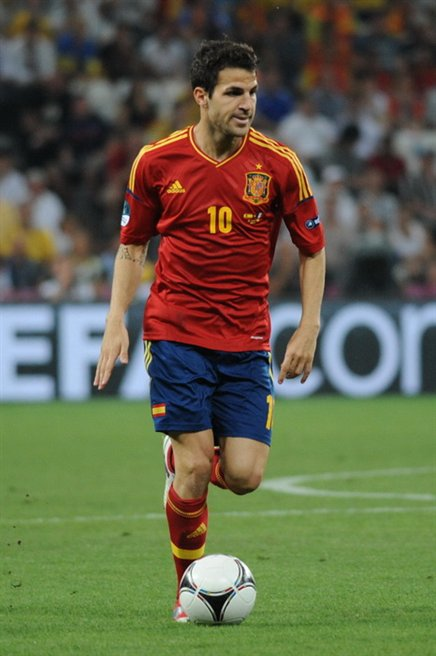
Fàbregas spelandes för Spanien under EM 2012

Fàbregas blev uttagen i 23-mannatruppen till EM 2012. I öppningsmatchen av grupp C mot Italien, spelade Fàbregas från start och han gjorde även ett mål i matchen som slutade 1–1. Han gjorde även mål i matchen efter mot Irland som Spanien vann med 4–0. I semifinalen möttes Spanien och Portugal i en match som slutade mållöst och gick vidare till straffsparksläggning. Väl där satte Fàbregas den avgörande straffen som tog Spanien vidare till final. Finalen slutade med en 4–0-vinst för Spanien och Fàbregas gjorde en assist till David Silvas öppningsmål.

#### VM 2014
Fàbregas togs ut till Bosques 23-mannatrupp till Fotbolls-VM 2014. Han gjorde sin debut i turneringen i Spaniens 1-5 nederlag mot Nederländerna, där han ersatte David Silva under de sista 12 minuterna.

## Spelstil

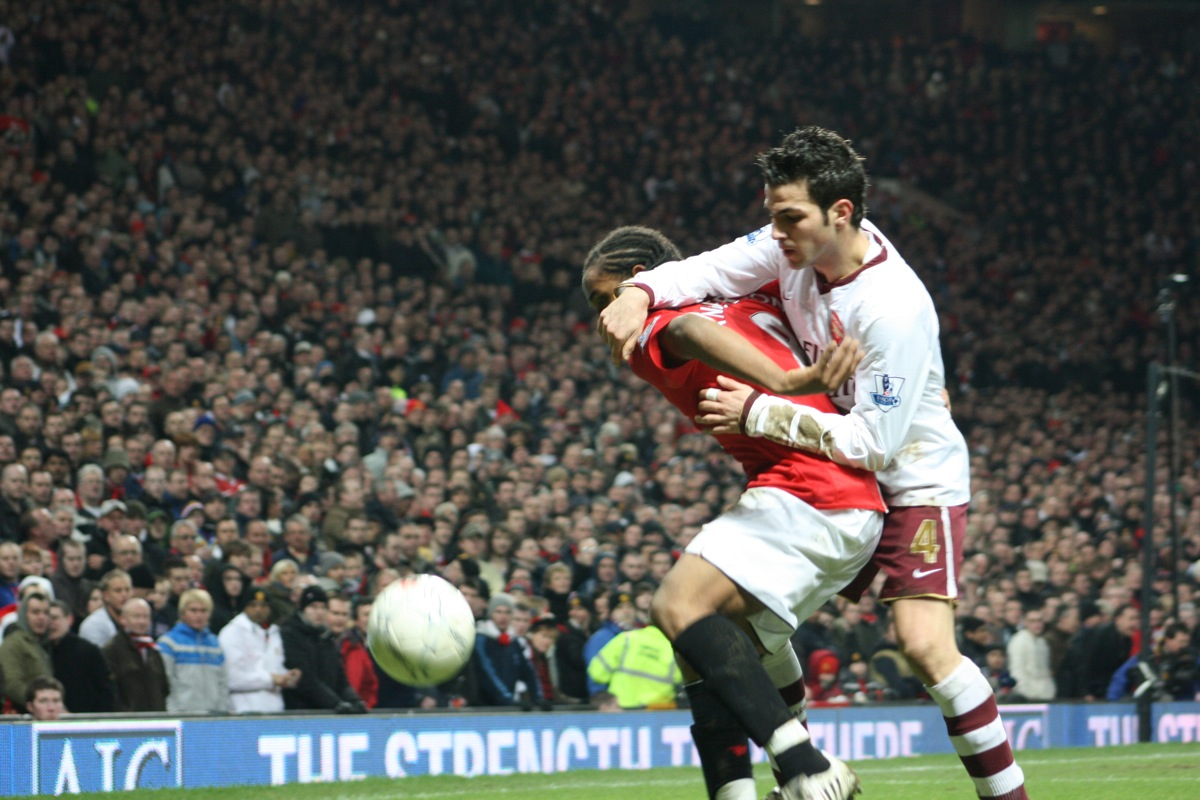
Fàbregas och Anderson som spelar för Manchester United i en ligamatch säsongen 2007/2008.

Fàbregas värvades ursprungligen till Arsenal som ungdomsspelare för att sedan sakta utvecklas genom spel i Ligacupen. Efter att mittfältarna Patrick Vieira, Gilberto Silva och Edu skadats under säsongen 2004/2005 fick Fàbregas oväntat chansen som central mittfältare. Fàbregas är en spelfördelare, med passningsspelet som främsta styrka. Efter att ha varit en av de mest eftertraktade och hyllade ungdomsspelarna blev han nu en av de viktigaste spelarna i A-laget där han beskrevs som kärnan. Genom sin vision, kreativitet och sin medfödda spelförståelse passande han perfekt in i Arsenal och han tar ofta på sig ansvaret för fasta situationer, då han tar hörnor, frisparkar och straffar.
Fàbregas har i intervjuer sagt att trots att Vieira var hans mentor, anser han själv att hans spelstil mer påminner om barndomshjälten och landsmannen Josep Guardiolas. Han spelar inte som sina föregångare på samma position i Arsenal, då han föredrar teknisk skicklighet framför styrka. Inledningsvis ledde detta till kritik på grund av hans lätta och mindre aggressiva spelstil, då bland annat den tidigare lagkamraten Ashley Cole kritiserade spanjoren som "en oprövad fjädervikt" i sin självbiografi.
Dock har Fàbregas spelstil utvecklats efter varje säsong och han använder en mer aggressiv spelstil än tidigare. Hans betydelse för laget som dess främsta kreativa kraft återspeglas i hans 16 assist säsongen 2006/2007. Enligt hans egen utsago, var målgörandet hans svagare del de första säsongerna i Arsenal. Slarviga avslut var ett av de större problem som präglade Arsenal säsongerna 2005/2006 och 2006/2007. Detta förändrades säsongen 2007/2008, då han gjorde 11 mål på sina första 16 matcher och Arsenals tränare Wenger hävdade att spanjorens tidigare oförmåga att göra mål var mental och han jämförde Fàbregas med Michel Platini, en fransk mittfältare som blev känd för sina många mål. Med tanke på hans unga ålder, är många oroliga över det stora antal matcher Fàbregas har spelat för sitt klubblag och landslag de senaste säsongerna, då utbrändhet eller brist på vila kan bli ett problem.

## Statistik

### Klubblag
| Klubb                                                     | Säsong            | Inhemsk liga      | Inhemsk liga | Inhemsk liga | Nat. täv. | Nat. täv. | Internat. täv. | Internat. täv. | Totalt | Totalt |
| Klubb                                                     | Säsong            | Serie             | SM           | Mål          | SM        | Mål       | SM             | Mål            | SM     | Mål    |
| --------------------------------------------------------- | ----------------- | ----------------- | ------------ | ------------ | --------- | --------- | -------------- | -------------- | ------ | ------ |
| Arsenal FC                                                | 2003–04           | Premier League    | 0            | 0            | 3         | 1         | 0              | 0              | 3      | 1      |
| Arsenal FC                                                | 2004–05           | Premier League    | 33           | 2            | 8         | 0         | 5              | 1              | 46     | 3      |
| Arsenal FC                                                | 2005–06           | Premier League    | 35           | 3            | 2         | 1         | 13             | 1              | 50     | 5      |
| Arsenal FC                                                | 2006–07           | Premier League    | 38           | 2            | 6         | 0         | 10             | 2              | 54     | 4      |
| Arsenal FC                                                | 2007–08           | Premier League    | 32           | 7            | 3         | 0         | 10             | 6              | 45     | 13     |
| Arsenal FC                                                | 2008–09           | Premier League    | 22           | 3            | 1         | 0         | 10             | 0              | 33     | 3      |
| Arsenal FC                                                | 2009–10           | Premier League    | 27           | 15           | 1         | 0         | 8              | 4              | 36     | 19     |
| Arsenal FC                                                | 2010–11           | Premier League    | 25           | 3            | 6         | 3         | 5              | 3              | 36     | 9      |
| Arsenal FC                                                | Totalt i klubblag | Totalt i klubblag | 212          | 35           | 30        | 5         | 61             | 17             | 303    | 57     |
| FC Barcelona                                              | 2011–12           | La Liga           | 28           | 9            | 9         | 3         | 11             | 3              | 48     | 15     |
| FC Barcelona                                              | 2012–13           | La Liga           | 32           | 11           | 8         | 2         | 8              | 1              | 48     | 14     |
| FC Barcelona                                              | 2013–14           | La Liga           | 36           | 8            | 10        | 4         | 9              | 1              | 55     | 13     |
| FC Barcelona                                              | Totalt i klubblag | Totalt i klubblag | 96           | 28           | 27        | 9         | 28             | 5              | 151    | 42     |
| Chelsea FC                                                | 2014–15           | Premier League    | 34           | 3            | 5         | 0         | 8              | 2              | 47     | 5      |
| Chelsea FC                                                | 2015–16           | Premier League    | 37           | 5            | 4         | 0         | 7              | 1              | 48     | 6      |
| Chelsea FC                                                | 2016–17           | Premier League    | 29           | 5            | 8         | 2         | 0              | 0              | 37     | 7      |
| Chelsea FC                                                | 2017–18           | Premier League    | 24           | 1            | 5         | 0         | 7              | 1              | 36     | 2      |
| Chelsea FC                                                | Totalt i klubblag | Totalt i klubblag | 124          | 14           | 22        | 2         | 22             | 4              | 168    | 20     |
| Antal matcher och mål är korrekt per den 26 februari 2018 |                   |                   |              |              |           |           |                |                |        |        |

### Landslag
Statistik från den 26 februari 2018
| Spaniens herrlandslag i fotboll |         |     |
| År                              | Matcher | Mål |
| 2006                            | 14      | 0   |
| 2007                            | 8       | 0   |
| 2008                            | 15      | 1   |
| 2009                            | 10      | 4   |
| 2010                            | 11      | 1   |
| 2011                            | 4       | 2   |
| 2012                            | 13      | 3   |
| 2013                            | 11      | 2   |
| 2014                            | 8       | 0   |
| 2015                            | 7       | 1   |
| 2016                            | 9       | 1   |
| Totalt                          | 110     | 15  |

### Landslagsmål
I mål- och resultatlistan anges Spaniens mål först.
| Nr  | Datum            | Arena                                              | Motståndare | Mål | Resultat | Tävling                          |
| --- | ---------------- | -------------------------------------------------- | ----------- | --- | -------- | -------------------------------- |
| 1.  | 10 juni 2008     | Tivoli Neu, Innsbruck, Österrike                   | Ryssland    | 4–1 | 4–1      | Fotbolls-EM 2008                 |
| 2.  | 14 juni 2009     | Royal Bafokeng Stadium, Rustenburg, Sydafrika      | Nya Zeeland | 4–0 | 5–0      | Fifa Confederations Cup 2009     |
| 3.  | 9 september 2009 | Estadio Romano, Mérida, Spanien                    | Estland     | 1–0 | 3–0      | Kvalspelet till Fotbolls-VM 2010 |
| 4.  | 10 oktober 2009  | Hanrapetakan Stadion, Jerevan, Armenien            | Armenien    | 1–0 | 2–1      | Kvalspelet till Fotbolls-VM 2010 |
| 5.  | 18 november 2009 | Ernst-Happel-Stadion, Wien, Österrike              | Österrike   | 1–1 | 5–1      | Vänskapsmatch                    |
| 6.  | 8 juni 2010      | Estadio Nueva Condomina, Murcia, Spanien           | Polen       | 4–0 | 6–0      | Vänskapsmatch                    |
| 7.  | 2 september 2011 | AFG Arena, Sankt Gallen, Schweiz                   | Chile       | 2–2 | 3–2      | Vänskapsmatch                    |
| 8.  | 2 september 2011 | AFG Arena, Sankt Gallen, Schweiz                   | Chile       | 3–2 | 3–2      | Vänskapsmatch                    |
| 9.  | 10 juni 2012     | PGE Arena Gdańsk, Gdańsk, Polen                    | Italien     | 1–1 | 1–1      | EM 2012                          |
| 10. | 14 juni 2012     | PGE Arena Gdańsk, Gdańsk, Polen                    | Irland      | 4–0 | 4–0      | EM 2012                          |
| 11. | 15 augusti 2012  | Juan Ramón Loubriel Stadium, Bayamón, Puerto Rico  | Puerto Rico | 2–0 | 2–1      | Vänskapsmatch                    |
| 12. | 6 februari 2013  | Khalifa International Stadium, Doha, Qatar         | Uruguay     | 1–0 | 3–1      | Vänskapsmatch                    |
| 13. | 8 juni 2013      | New Miami Stadium, Miami, USA                      | Haiti       | 2–0 | 2–1      | Vänskapsmatch                    |
| 14. | 11 juni 2015     | Estadio Reino de León, Kastilien och León, Spanien | Costa Rica  | 2–1 | 2–1      | Vänskapsmatch                    |
| 15. | 1 juni 2016      | Red Bull Arena, Salzburg, Österrike                | Sydkorea    | 2–0 | 6–1      | Vänskapsmatch                    |

## Meriter

### Arsenal
- FA-cupen: 2004/2005
- FA Community Shield: 2004/2005

### FC Barcelona
- La Liga: 2012/2013
- Spanska cupen: 2011/2012
- Spanska supercupen: 2011, 2013
- Uefa Super Cup: 2011
- VM för klubblag: 2011

### Chelsea
- Premier League: 2014/2015, 2016/2017
- Engelska Ligacupen: 2014/2015

### Spanien
- VM i fotboll: 2006
- EM i fotboll: 2008 (guld)
- Fifa Confederations Cup: 2009 (brons)
- VM i fotboll: 2010 (guld)
- EM i fotboll: 2012 (guld)
- Fifa Confederations Cup: 2013 (silver)
- VM i fotboll: 2014

### Individuella
- U17-världsmästerskapet i fotboll Golden Shoe: 2003
- U17-världsmästerskapet i fotboll Golden Ball: 2003
- U17-EM i herrfotboll Golden Player: 2004
- Bravo Award: 2006
- Uefa Team of the Year: 2006, 2008
- Premier League Player of the Month: januari 2007, september 2007
- ESM Team of the Year: 2007/2008, 2009/2010, 2014/2015
- PFA Young Player of the Year: 2007/2008
- PFA Team of the Year: 2007/2008, 2009/2010
- Uefa Team of the Tournament: 2008

## Karriär som fotbollstränare
1 juli 2023 avslutade Fàbregas sin fotbollskarriär och blev sedan tränare för italienska Serie-B klubben Como 1907.

## Privatliv
Cesc Fàbregas har tillsammans med flickvännen Daniella Semaan barnen Lia (född 2013), Capri (född 2015) och Leonardo (född 2017).

## Andra projekt

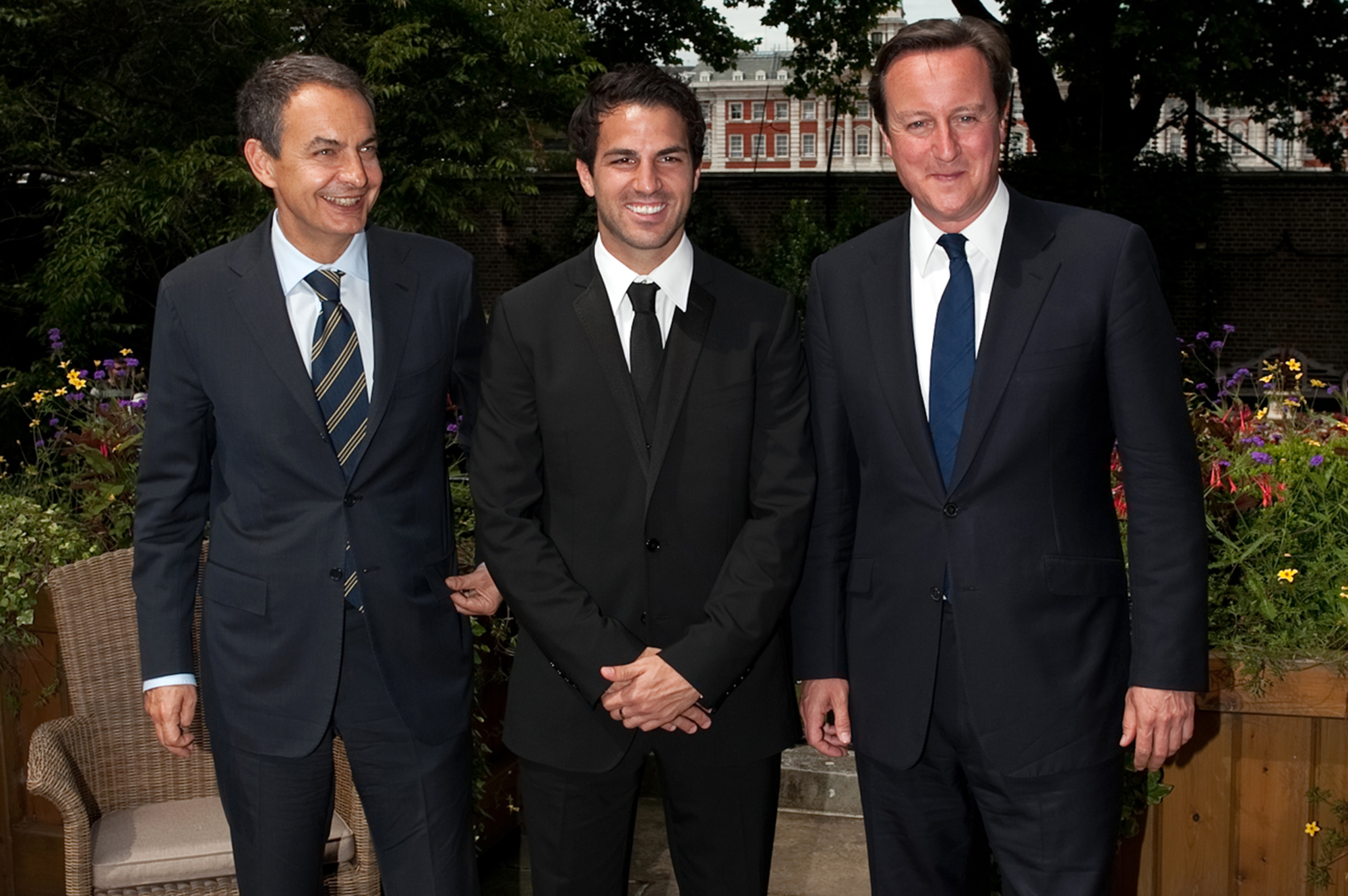
Cesc Fàbregas tillsammans med Spaniens regeringschef José Zapatero (vänster) och Storbritanniens premiärminister David Cameron (höger) i juli 2011.

Fàbregas medverkade i ett TV-program, kallat "The Cesc Fàbregas Show: Nike Live", som endast visades en gång, den 19 maj 2008. Programmet var sponsrat av Nike och visades på Sky Sports. Showen innehöll Fàbregas i flera sketcher tillsammans med lagkamraterna i Arsenal, Philippe Senderos och Nicklas Bendtner, tränaren Arsène Wenger, Fàbregas föräldrar och Little Britain-stjärnan Matt Lucas.